# Heinkel He 46
L'Heinkel He 46 era un monomotore da ricognizione ad ala alta a parasole sviluppato dall'azienda tedesca Ernst Heinkel Flugzeugwerke AG nei primi anni trenta.
Impiegato dal 1936 dalla Luftwaffe nel suo ruolo originario, pur essendo stato utilizzato in prima linea all'inizio della seconda guerra mondiale finì la sua carriera operativa nella Magyar Királyi Honvéd Légierő, la forza aerea del Regno di Ungheria e, nel tardo 1943, con la Luftwaffe nel ruolo di bombardiere notturno.

## Storia del progetto

### Origine
Nella Germania dei primi anni trenta e l'ascesa al potere del Partito nazista, il governo presieduto da Adolf Hitler decise di avviare la ricostituzione di un potente e tecnologicamente avanzato apparato militare con il quale riacquistare il prestigio ridimensionato dall'esito avverso all'allora Impero tedesco al termine della prima guerra mondiale.
A tal fine venne costituito il Reichsluftfahrtministerium (RLM), il ministero che nella Germania del periodo accentrò l'intera gestione dell'aviazione nazionale, sia in campo civile e commerciale che in quello militare benché quest'ultimo fosse inizialmente affidato a gruppi paramilitari mascherati da attività civili. Grazie all'RLM si progettava di costituire velocemente la nuova aeronautica militare, la Luftwaffe, dotandola di un gran numero di velivoli tra cui aerei da addestramento per i nuovi piloti. L'ingegnere tedesco Ernst Heinkel progettò molti dei velivoli atti a soddisfare tali esigenze tra cui l'He 46, velivolo adatto al ruolo di aereo da ricognizione a corto raggio e collegamento.

### Sviluppo
Progettato nel 1931 in parallelo con l'He 45, l'He 46 conservava la stessa configurazione biplano-sesquiplana a costruzione mista, metallica con parti in legno ricoperte in tela. L'ala superiore presentava una configurazione moderatamente a freccia di 10° collegata alla piccola ala inferiore da una serie di montanti. Il carrello di atterraggio anteriore era fisso, collegato alla fusoliera tramite elementi ammortizzanti mentre in coda era dotato di un pattino.
Il primo prototipo dell'He 46 compì il primo volo nel tardo 1931 ma pur presentando già buone caratteristiche generali si pensò di introdurre comunque dei miglioramenti nel progetto. La piccola ala inferiore venne rimossa e l'ala superiore rimasta venne ingrandita, con un incremento di superficie alare del 22%, ed incernierata direttamente sulla fusoliera. La configurazione quindi mutò da quella sesquiplana in una monoplana ad ala alta a parasole. Il secondo prototipo venne dotato del più potente motore Bramo SAM 22 B da 650 CV mentre al terzo venne aggiunta all'abitacolo posteriore una mitragliatrice MG 15 da 7,92 mm rivolta verso coda.
La produzione del He 46 iniziò nel 1933. La prima versione di serie, denominata He 46 C-1, beneficiava di tutte le migliorie introdotte nei precedenti prototipi e poteva essere dotata di una macchina fotografica o in alternativa caricare 200 kg di bombe.
Al 1934 risultavano già prodotti circa 500 esemplari, e nel 1936 tutti i reparti di ricognizione aerea della Luftwaffe erano stati dotati dell'He 46. Nel settembre del 1938 20 esemplari vennero forniti alle forze aeree nazionaliste che combattevano nella guerra civile spagnola

## Impiego operativo
L'He 46 fu impiegato in combattimento per la prima volta durante la guerra civile spagnola, come dotazione dei reparti della Legione Condor, ribattezzati "Pavo" dal personale militare spagnolo. Il modello non si rivelò efficace: grande, lento e dalle limitate capacità offensive nelle missioni di appoggio alle truppe di terra, oltre a scarsa maneggevolezza e stabilità di volo soffriva di un congenito problema di trasmissione delle vibrazioni alla cellula e fu ben presto relegato a missioni di ricognizione fotografica. Probabilmente, assieme al bombardiere in picchiata Heinkel He 50 e il bombardiere Junkers Ju 86D, fu tra i modelli tedeschi meno efficienti impiegati nel conflitto.
Dalla primavera del 1938 la Luftwaffe cominciò gradualmente a sostituirli con i più recenti Henschel Hs 126 e durante la Campagna di Polonia del 1939 erano rimaste solo due le unità equipaggiate dagli He 46. Al tempo della Campagna di Francia del 1940 tutti gli He 46 erano già stati ritirati dal servizio operativo anche se continuavano ad essere utilizzate nelle scuole di volo come aerei da addestramento.
L'aviazione ungherese, fornita degli He 46 dai tedeschi armati di mitragliatrici Gebauer 1926/31.M, partecipò al fianco delle forze dell'asse all'invasione dell'Unione Sovietica nell'Operazione Barbarossa fino al 1943. Gli ultimi He 46 vennero reimpiegati dalla Luftwaffe nel 1943 quando gli esemplari rimasti vennero prelevati dalle scuole di volo e riconvertiti come bombardieri notturni per impiegarli in azioni di disturbo oltre le linee sovietiche.

## Versioni
He 46 a
prototipo, versione biposto a velatura biplano-sesquiplana, dotato di un motore radiale Siemens Jupiter 9 cilindri raffreddato ad aria da 450 PS (331 kW).
He 46 b
prototipo, versione biposto a velatura biplano-sesquiplana, poi monoplana ad ala alta a parasole, dotato di un radiale 9 cilindri Bramo SAM 22 B da 650 PS (478 kW).
He 46 C
versione di serie, analoga all'He 46 B monoplana, biposto e dotata di una mitragliatrice MG 15 da 7,92 mm rivolta verso coda.
He 46 D
versione speciale, un esemplare prodotto.
He 46 E
versione speciale, un esemplare prodotto, dotato di cappottatura NACA.
He 46 F
versione di serie dotata di cappottatura NACA e motorizzata con il radiale 14 cilindri doppia stella Armstrong Siddeley Panther.

## Utilizzatori
Bulgaria

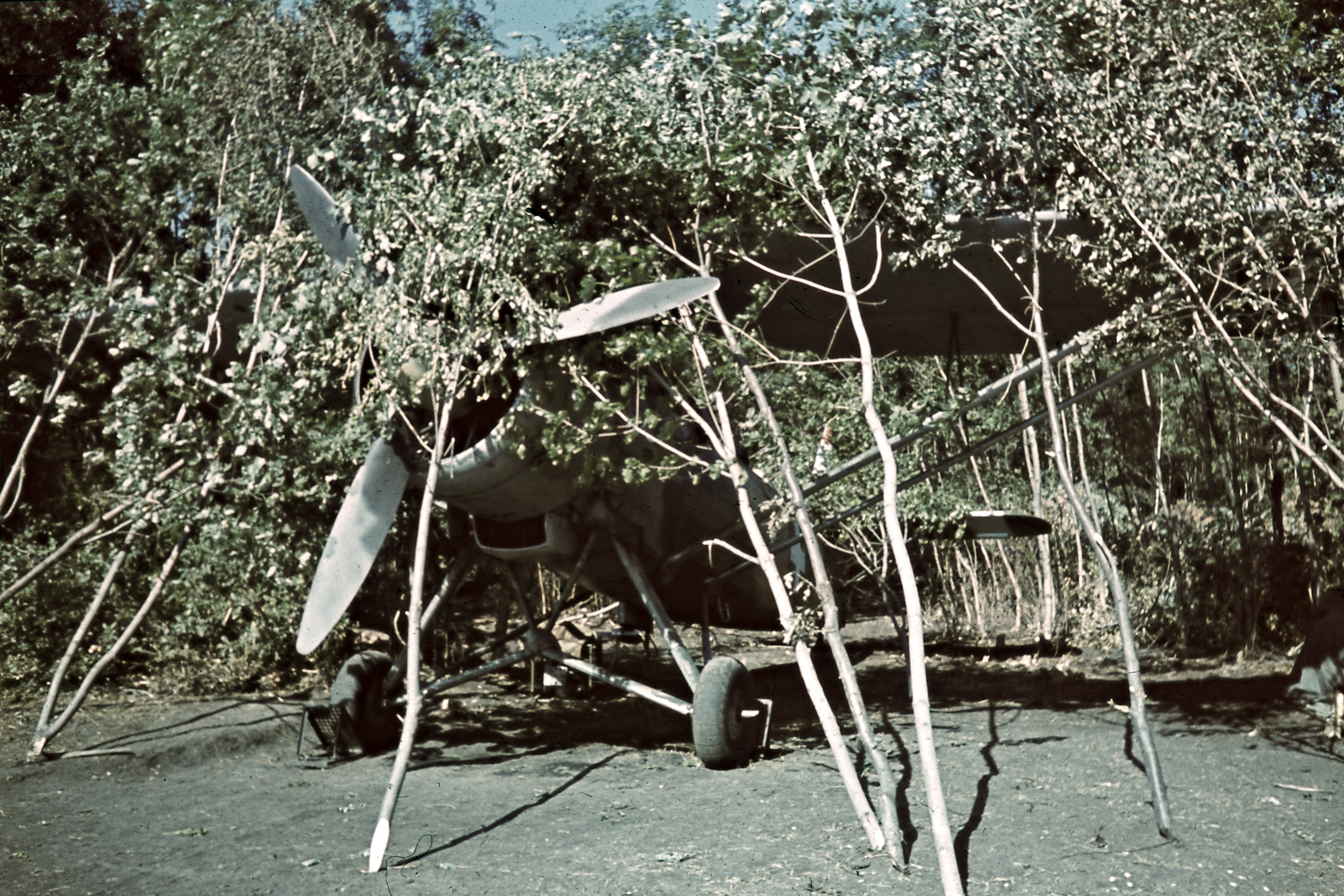
Heinkel He 46 E, Magyar Királyi Honvéd Légierő

- Vazhdushnite na Negovo Velichestvo Voiski

 Germania
- Luftwaffe
  - Legione Condor

 Spagna
- Ejército del Aire, soprannominati Pava.

 Ungheria
- Magyar Királyi Honvéd Légierő

### Velivoli comparabili
I seguenti modelli furono comparabili per ruolo, periodo di sviluppo e introduzione in servizio.
 Polonia
- Lublin R-XIII
- RWD-14 Czapla

 Regno Unito
- Westland Lysander

 Stati Uniti
- Douglas O-43

 Unione Sovietica
- Polikarpov Po-2

### Modellismo
- Planet Models, scala 1/48